# Patrimonialism
Patrimonialism är en form av politisk organisation där en härskares auktoritet främst baseras på personlig makt, utövad antingen direkt eller indirekt. 
I ett patrimonialt system flyter allt maktutövande direkt från ledaren, vilket i praktiken innebär en sammanblandning av offentliga och privata sektorer. Sådana regimer är ofta autokratiska eller oligarkiska och tenderar att utesluta medel- och överklassen från makten. Ledarna i dessa länder åtnjuter vanligtvis absolut personlig makt, och militärerna är ofta lojala mot ledaren snarare än nationen. 
Sociologen Max Weber beskrev patrimonialism som en form av traditionell dominans, där ledarens auktoritet är personlig och baserad på familjära relationer. Weber ansåg att patriarkatet, där fadern har auktoritet inom familjen, var den tidigaste och minsta formen av patrimonialism. Han menade att patrimoniala system projicerade denna familjära struktur på större sociala relationer, vilket resulterade i att ledaren behandlade statens angelägenheter och resurser som sina personliga.
Patrimonialism är nära relaterat till korruption, opportunism och "machine politics". Det kan bidra till underutveckling och svag statskapacitet. Till skillnad från många andra styrsystem hämtar inte ledaren sin legitimitet från personlig karisma eller en känsla av mission, utan främst genom sin förmåga att utdela belöningar och straff. Patrimonialism står i kontrast till rationell-legal byråkrati, eftersom det inte finns något mål om effektivitet i offentlig förvaltning, och statens personal avancerar inte baserat på meriter, erfarenhet eller utbildning. 
Medan patrimonialism är vanligt i auktoritära regimer, är det inte unikt för dem; demokratiska regeringar kan också präglas av patrimonialt styre, särskilt i sköra och underutvecklade stater. Vissa forskare har noterat en ökad förekomst av patrimonialism över hela världen under senare år, både i auktoritära och demokratiska stater. 
Richard Pipes, en historiker och professor emeritus i rysk historia vid Harvard University, definierar patrimonialism som "ett system där suveränitetens rättigheter och äganderätt smälter samman till den grad att de är oskiljbara, och där politisk makt utövas på samma sätt som ekonomisk makt".
I moderna sammanhang används ibland termen neopatrimonialism för att beskriva system där formella byråkratiska strukturer samexisterar med informella, personliga nätverk av makt och inflytande. I sådana system använder ledare statliga resurser för att säkra lojalitet från klienter i befolkningen, vilket kan undergräva politiska institutioner och rättsstaten. 
Flera analytiker och akademiker menar att den nuvarande Trump-administrationen uppvisar tydliga patrimonialistiska drag. Det innebär att makten i stor utsträckning koncentreras till en enskild ledare, där offentliga institutioner och statliga resurser behandlas som dennes personliga egendom, och där lojalitet – ofta baserad på personliga relationer – prioriteras framför opersonliga, regelstyrda processer. Exempelvis har kritiker i The Atlantic och forskare som Stephen Hanson och Jeffrey Kopstein hävdat att Trump liknar Putin genom att styra mer som om statens apparat vore hans eget företag, vilket riskerar att leda till ineffektivitet och ökad korruption. Denna bedömning delas inte av alla, men den är framträdande inom många kritiska och akademiska kretsar.